# Diefenbach
Diefenbach là một đô thị ở huyện Bernkastel-Wittlich, trong bang Rheinland-Pfalz, Đô thị Diefenbach có diện tích 1,42 km², dân số thời điểm ngày 31 tháng 12 năm 2006 là 71 người.